# Červená Hora
Červená Hora (en allemand : Rothenburg) est une commune du district de Náchod, dans la région de Hradec Králové, en Tchéquie. Sa population s'élevait à 199 habitants en 2022.

## Géographie
Červená Hora se trouve à 4 km au sud-ouest de Červený Kostelec, à 9 km au nord-ouest de Náchod, à 32 km au nord-est de Hradec Králové et à 123 km à l'est-nord-est de Prague.
La commune est limitée par Červený Kostelec au nord et à l'est, par Studnice et Žernov au sud, et par Slatina nad Úpou à l'ouest.

## Histoire
La première mention écrite de la localité date de 1291.

## Transports
Par la route, Červená Hora se trouve à 11 km de Náchod, à 42 km de Hradec Králové et à 158 km de Prague. 